# 蕭輝楷
蕭輝楷（英語：Hwi-Kai HSIAO）（1926年5月15日-1992年6月2日），字以弘，筆名陳虹、方皥、魯明，四川省宜賓人。昆仲五人，排行第三，父祖以鄉紳熱心公益，為人所稱頌。

## 背景
蕭輝楷致力研究西方哲學、唯識宗佛學和康德哲學，是一位哲學家暨佛學家的學者，以作家、編輯及政治社會評論為專業。曾多次參加海外哲學學術研討會，並發表論文；1987年及1989年間到台灣參加中國文化大學哲學研究所所長黃振華教授舉辦的「國際方東美哲學研討會」及「國際東西哲學比較研討會」。
在《內明雜誌》、《祖國週刊》、《大學週報》等書刊發表有關佛教、哲學、文學、時事等專題文章。
蕭輝楷曾任美國時代雜誌 TIME-LIFE BOOKS 時代生活叢書的中文叢書部副總編輯，編譯過數十本不同學術範疇的百科全書，最著名的有《生活在戰爭中》及《生活的電影世界》，曾用「蔡提摩太」為編譯者名稱。
於香港時報、明報、工商日報以「魯明」發表社論文章。

## 生平
1944年畢業於重慶南開中學，中、文理各科成績俱佳，選文組，受知於孟志孫為師；與同學組成南風詩社，出版文藝刋物《南風月刋》，隨重慶曲社學習崑曲。並於同年赴昆明考入國立西南聯合大學修讀哲學心理學，時值抗日戰爭關鍵時期，國民政府號召知識青年從軍報國，投筆從戎，甄試訓練後分發遠征軍，擔任國府軍委會譯員訓練班幹事及外事局與美軍聯合作戰的繙譯官。
1945年終8月抗戰勝利，回宜賓省親復學入讀北京大學哲學系，為賀麟、沈從文諸師長賞識並習現代文學。1949年共軍入北平，偕同學徐東濱南來香港，1950年赴台北入讀國立台灣大學哲學系，從學於方東美諸師長，1951年取得學士學位以一級榮譽畢業，畢業後任教臺灣省立師範學院附屬中學任教員兼編輯組長，與友人創辦《學生半月刋》甚受歡迎，在台灣學生雜誌獲(教所資助)當主筆，及中國青年反共抗俄聯合會戰工隊當設計委員，曾為該機構起草「理想及行動綱領」。1951年獲日本佛教會獎學金，於1952-1957年間保舉赴日本東京大學文學部大學院印度哲學科研究所專攻「唯識華嚴二宗佛學」、東西哲學歴時五年碩士課程，導師為日本唯識學泰斗結城令聞先生，然後定居於香港。
自從留學日本開始他一直患有冠心病，心臟不佳需經常服藥，1992年6月2日傍晚跟指導研究生出外晚膳後，回家休息期間半夜突然心肌梗塞，在睡夢中與世長辭，享年六十六歲。
蕭輝楷一生不求過奢華的生活，喜歡平淡、清心寡欲的儒家生活，每天靜坐兩三小時，鍾情於素食少葷，博學健談。閒時愛好吟詩作對寫詩詞歌賦，並經常約學生朋友等三五知己到咖啡室聊天，談政治、講文學等話題。臨終前一段日子曾說過，已經把一生的怨債還清給人家了，所以今生一無掛慮。
畢生堅守自由民主理念，風骨嶙峋持志不移。四九年南渡香港之初，有感懷七律三首寄示友人，抒發「愚公移山」，「精衛填海」之孤憤；未句云：「由來達士輕成敗，可許羅浮葬此身。」如今，達士化鶴，香江寄魂，雖曰詩讖，亦遂初衷也。

## 工作經歷
工作初年曾在東京友聯出版社當特約海外編輯，1955年好友徐東濱等人在港創辦友聯出版社，促邀來港共同致力，於是辭謝東京大學留校研究和任教的盛意，束裝自日返港，在香港友聯出版社擔任研究、撰述、編輯工作並一度出任總編輯、圖書編譯所長。
1957-1961年間「科學世界」月刊主編。1961年到今日世界出版社任特約翻譯及《今日世界半月刊》任專欄作家。1963-1964年自資開辦河洛出版社(Holos Press) 及《知識生活半月刊》雜誌主編，於1968年結業。
1968年9月獲香港浸會學院中文系系主任鍾期榮教授邀請到浸會學院中文系及傳理系擔任講師，工餘改編哥德《少年維特的煩惱》為舞台劇，公演甚獲佳評。
1976-1982年在美國時代雜誌的 《時代生活叢書》（TIME-LIFE Books）中文叢書部任副編輯。
蕭教授在港擔任教學工作的長時期中，講授文、史、哲多種課程，先後擔任香港浸會大學、清華大學、能仁書院、珠海學院、遠東學院、華僑大學等教授，兼任行政職務，如能仁書院教務長、大專教授聯誼會秘書長等。由於蕭教授博識健筆，1976-1984年應邀歷任星島日報撰述，工商日報主筆、香港時報副刊主編，1961-1985年華僑日報、香港時報及今日世界等雜誌專欄作者。，有聲於時。

## 文化工作
1. 1950 與郭成橖先生為臺灣省立師範學院附屬中學編輯校歌歌詞
2. 1950-1952 台北《學生週報半月刊》主筆
3. 1952-1957 日本東京 友聯出版社 (Union Press) 駐日本代表，同年加入香港國立北京大學同學會
4. 1957 加入國際筆會香港中國筆會 (The Hong Kong Chinese Pen Centre, P.E.N. International PEN)多屆理事。嘗為該會編輯組長、主編「文學天地」、「筆薈」，是香港英文筆會發起人之一及多屆常務委員
5. 1957-1961 香港 友聯出版社總編輯(Editor-in-chief of Union Press)兼友聯圖書編譯所所長 (Director of Union Book Publications)
6. 1960 香港友聯出版社出版《科學世界》Scientific World Monthly 主編
7. 1961-1963 香港《今日世界半月刊》專欄作者，主撰青年問題講座及特約翻譯
8. 1962 為香港中國筆會代表出席在馬尼拉召開之第一屆亞洲作家會議，宣讀論文(該次中華民國筆會代表團團長為羅家倫，代表有        余光中等)
9. 1963-1964 河洛出版社 (Holos Press) 創辦人，知識生活雜誌主編
10. 1964-1968 河洛出版社屬河洛印刷廠 (Holos Printing Press) 經理
11. 1967-1971 華僑日報、《中報周刊》及《中流月刊》專欄作者[10]
12. 1970 新亞研究所主編《人文双周刊》華僑日報專欄作家
13. 1971-1972 5月《金色年代月刊》專欄作者
14. 1972 6月-12月 香港僧伽聯合會主編《內明雜誌》專欄作者及義務編輯顧問
15. 1976-1986 美國時代生活叢書 (TIME-LIFE Books) 中文叢書部編輯

## 教育工作
1. 1950-1952 臺灣省立師範學院附屬中學 (台北) 專任教員
2. 1959-1984華僑書院 (Wah Kiu College, Hong Kong) 教授、兼社會教育系主任，主授「文藝批評」
3. 1961-1964 崇華書院 (Tsung Hwa College, Hong Kong) 兼任教授，主授「邏輯」、「科學方法論」、「哲學概論」
4. 1965-1975 聯大書院 (The United College, Hong Kong) 兼任教授，主授「哲學概論」、「中國哲學史」、「邏輯」
5. 1964 國際神學院 (International Theological Seminary, Hong Kong) 特約講師，主授「印度哲學」
6. 1968-1978 香港浸會學院 (Hong Kong Baptist College) 任中文系及傳理系講師，主授「哲學概論」、「邏 輯」
7. 1970-1992 香港佛教書院 (今改名 香港能仁專上學院) 任文史系教授及研究所導師兼中文系主任，主授「中國文學及歷史」
8. 1974 華僑書院社會教育系主任
9. 1975 香港浸會學院校外課程部 任哲學講師
10. 1981-1984 華夏書院哲學系主任
11. 1982 遠東書院文史研究所導師，教授兼中文系主任、文史分所文學研究所所長
12. 1986 香港偉文出版社特約編審
13. 1990-1992 珠海學院 (Chu Hai College of Higher Education) 任中文系教授，主授「中國文學」及「哲學概論」

## 特聘教學經歷
1. 1986 珠海書院文史研究所碩士考試校外考試委員，審核研究「水滸傳人物研究」
2. 1986-1987 珠海書院文史研究所碩士論文校外特聘指導教授，審核研究「中國文學中之天命觀」

## 新聞工作
1. 1976-1982 星島日報主筆
2. 1980-1984 工商日報主筆
3. 1984-1992 香港時報主筆
4. 1972 後先後出任專欄作者，明報、華僑日報發表文章和社論

## 社團工作經歷
1. 1963-1974 香港中國筆會 (The Hong Kong Chinese Centre, P.E.N. International PEN) 理事會編輯組副組長兼《文     學天地半月刊》及《筆會半月刊》主編，香港英文筆會 (Hong Kong English Penpal Association)
2. 1984 香港大專院校教授聯誼會秘書長兼常委
3. 1958-1963 香港北京大學同學會秘書
4. 香港海鷗劇團導師：按團員有電影導演敬海林等，曾於1972年5月在香港大會堂上演楷編話劇「少年維特之煩惱」，連滿三日，廣獲好評。為香港時報副編輯陳錫楨撰文譽為「歌德原作發表後二百年來無人能化為戲劇，謹蕭某為能辦到」者。

## 學術活動經歷
1. 1962 馬尼拉，第一屆亞洲作家會議代表香港並發表論文
2. 1963 國立台灣大學四十周年校慶中國哲學研討會特邀回台
3. 1979  香港市政局圖書館主辦「中文文學獎」第一屆評審委員，1981年第二屆散文、詩歌組評審委員(歷屆評審委員有陳之藩、余光中等)
4. 1982 浸會學院中文學會徵文比賽校外評審委員
5. 1985-1986 香港中西區議會及香港英文筆會合瓣「香港與我」徵文比賽評審委員
6. 1985年10月參加台大主瓣中國哲學研討會發表論文

## 著述
蕭輝楷著作甚多包含哲學、佛學、中國文學、現代文學、文化思想、文學批評、政治社會理論評論及雜文隨筆等散篇著作。 

### 著作
1. 《The Problems of Kantian Philosophy》和《The Role of Writer in a Changing World》
2. 《唯識思想研究》 (Studies of  ) 或 (Studies of Idea-only Theory)  部分刊於香港，《自由學人》(Scholars and Thinkers) 1957年4月號
3. 未集冊論文及文藝作品數百篇 (1947-1948) 作品主要刊於天津大公報及由蕭乾主篇之上《新路雜誌》，1950年以後作品除載台北《學生半月刊》，《香港聯合評論周刊》，友聯出版社
4. 各期刊自辦之《知識生活》(Knowledge and Life) 外，主要刊於香港之《前途》、《自由陣線》、《今日世界》及台北之《自由中國》等雜誌，主要筆名為“陳虹”。
5. 未刊有《毛澤東思想析論》-《實踐論》及《矛盾論》之初稿約廿萬言。
6. 《不廢江河萬古流-黃維樑氏「略評司馬長風〖中國新文學史〗駁論」》香港時報  1983年8月23日-24日
7. 《文學探元》香港能仁書院 能仁校訊第13期  1983年9月30日
8. 《黑格爾哲學淺說》香港能仁書院 能仁校訊第22期  1984年6月30日
9. 《從康德到現代哲學》香港能仁書院 能仁校訊第29期  1985年1月31日
10. 《理學非孔孟之道》國際方東美哲學研討會(會上宣讀論文) 1987年8月18日, 台北
11. 《為萬世開太平-恭悼蔣故總統經國先生》香港時報  1988年2月8日, 香港
12. 《天孫雲錦不容針》[11]
13. 《「迷信」「科學」與「因果報應」》 (期刊論文) [12][13]
14. 《哲學問題論集》蕭輝楷著 初文出版社 2021年9月初版[14]
15. 《蕭輝楷文學評論集》蕭輝楷著 初文出版社 2023年5月初版[15]

### 編作
```
   * 《友聯活葉文選》約六十餘篇，多為經子、詩詞類。
```

### 譯作
```
   * 《刑網》 (The Trial Begins, by Abram Texts), 1961年友聯出版社出版。
   * 《杏林記趣》 (The Horse and Buggy Doctor, by Arthur E. Hertzler, MD.) 1963年於今日世界出版社出版。
```

### 編著
```
   * 《中國大陸佛教資料彙編》和《友聯活葉文選》
   * 1972年《排雲集》小草出版社
   * 《哲學問題論集》初文出版社 蕭輝楷著 2021年9月初版
   * 《蕭輝楷文學評論集》初文出版社 蕭輝楷著 2023年5月初版
```

### 劇作
```
   * 1972年《
少年維特的煩惱
》5月5-7日 三天在香港大會堂劇院上演
   * 《
英雄交響曲
》在華僑書院劇院上演但因事故未能順利演出
```

### 發明
```
   * 百部序列中文檢字法 -「部元」檢字法，待編印出版模範辭典，全部用Alphabet式排列。
   * 40鍵中文打字排版機鍵盤編目法 -「部羣」排字法，共為60部羣連緊用單字鍵及符號標點共約40鍵，可打出約6000字待最後檢閱及試作機械。
```

## 受業門人述例
1. 釋道平
2. 何敏儀
3. 朱雁花
4. 劉錦生
5. 陳麗霞
6. 劉振奎
7. 曾憲文
8. 劉惠明
9. 暢懷法師 (1970年 旁聽理則學)
10. 永明法師 (1970-1973年曾應邀為其新亞研究所入學及英國愛丁堡大學、倫敦大學研究院入學之推薦教授）
11. 會機法師 (1970-1973)
12. 正因法師 (1970-1973)
13. 宏勳法師 (1978)
14. 張若香
15. 李瑞蘭
16. 馬儀芸
17. 黎子榮 (1991-1992,修畢哲學概論，上下學期，均獲甲等成績)

## 外部連結
1. 生活在戰爭中 (LIFE AT WAR) （页面存档备份，存于）
2. 生活的電影世界 (LIFE GOES TO THE MOVIES)
3. 港版《中學生》 （页面存档备份，存于）
4. 《哲學問題論集》 （页面存档备份，存于）
5. 《蕭輝楷文學評論集》 （页面存档备份，存于）